# August Rehnberg
August Olof Leo Rehnberg, född den 12 september 1885 på Tynnelsö, Överselö församling, Södermanlands län, död den 9 maj 1964 i Uppsala, var en svensk militär.
Rehnberg blev underlöjtnant vid Göta artilleriregemente 1905, löjtnant där 1911 och kapten där 1918. Han befordrades till major vid generalstaben 1926, vid Norrlands artilleriregemente 1928, till överstelöjtnant i armén 1930, vid regementet 1931, och till överste i armén 1937. Rehnberg var chef för Norrbottens artillerikår 1937–1940. Han blev riddare av Svärdsorden 1926 och kommendör av andra klassen av Svärdsorden 1940.